# Ranunculus concinnatus
Ranunculus concinnatus är en ranunkelväxtart som beskrevs av Heinrich Wilhelm Schott. Ranunculus concinnatus ingår i släktet ranunkler, och familjen ranunkelväxter. Inga underarter finns listade i Catalogue of Life.